# ヴィーナー・オーパンバル
ヴィーナー・オーパンバル (独: Wiener Opernball, 英: Vienna Opera Ball)とは、オーストリアのウィーン国立歌劇場で毎年2月灰の水曜日の前の木曜日に行われる舞踏会である。ダンス伴奏はウィーン国立歌劇場管弦楽団（ウィーン・フィルハーモニー管弦楽団の母体）およびウィーン・オペラ舞踏会管弦楽団が担当し、ヨーロッパで最も格式高いデビュタントボールの一つにも数えられる。

## 歴史
オーストリア＝ハンガリー帝国時代の1877年に第一回が開催され1945年まで続くが、戦災でウィーン国立歌劇場が焼失し、1955年に再建されるまで中断した。1956年から復活し、戦災復興の象徴として以降毎年開催される。主催者は帝国時代にはオーストリア皇帝が、共和制移行後にはオーストリア大統領が務めている。
旧貴族、現在の身分ある人、駐オーストリアの外国外交官などの上流階級の子女がウィンナ・ワルツを踊るための場であり、お見合いの意味も持っていた。旧貴族については、旧貴族の中からその年ごとに選出して入場券を与えるという会員制で、系譜を辿ってその子孫に参加券が配られる形式を取った。一般人は参加することができなかったため、国立歌劇場の周囲では「上流階級のふざけた催し」として、抗議デモが繰り広げられるのが常であった。1989年には、デモ参加者によって警備のパトカーが放火される事件が発生している。
デビュタント(debutante)としての出場資格は近年になって基準が緩和され、審査を通れば一般人でも参加できるようになった。ただし条件は厳しく、長身で容姿端麗、語学に堪能など、社交界デビューに相応しいものが求められる。ダンス教室に通っている17歳～24歳の男女150組300人がオーディションで選出され、一生に一度しか出られない。また、今なお「お見合い」の要素を持っており、ダンスの裏で縁談をまとめる機会とされることも多い。

## その他
デビュタントボールのドレスコードは「ホワイトタイ」であり、エスコートの男性は黒の燕尾服に白の手袋と白の蝶ネクタイ、デビュタントの女性は純白(オフホワイトやアイボリーなどは不可)のボールガウンと併せ白のオペラグローブ（肘上まである長い手袋）の着用が義務付けられている。何世紀にもわたってデビュタントのスタイルとファッションは変化してきたが、ずっと変わらないアイテムは白革製の肘上までのデビュタント手袋の着用であった。そのため「手袋のないデビュタントはデビュタントでは無い」と言われるほど白の長手袋はデビュタントにとって重要なアイテムとなっている。各自が服装を用意するが女性のティアラは運営者側から事前に贈られ美容院で落ちないようにセットされる。
歌劇場のアリーナ席を取り外し舞台の高さと同じにしてダンスフロアが造られ、舞踏会当日は欧州中から集められた8万本の花（オーストリアの冬は花の季節でないので）のフラワーアレンジメントが飾られ、午後10時に控室でダンスシューズに履き替えたデビュタントたちのフォーメーションダンスが始まり、それが終わって『美しく青きドナウ』が演奏されるとボックス席でシャンパンを飲んでいた参列者6000人も踊りの輪に加わる。その様子はテレビで4時間生放送される。翌朝5時に舞踏会は終了する。
ダンス開幕午後10時に先立ち午後9時からテレビ放送される。視聴率は59パーセントでオーストリア人の274万人が視聴している。近年はプラハや米国にもオーパンバルのシステムが輸出され、ウィーンのダンス界の大物が指導に行っている。社交ダンスのメーン会場は5150人収容だが、地下と3階と6階はDJのいるディスコ会場で、カジノ・オーストリアによってカジノが開設され、バーが数ヶ所あり、1階にカフェが開設される。収入は340万ユーロ、収益は110万ユーロ、料金は客席代がボックス席が18500ユーロ(2013年時130万円),入場料が250ユーロ、カクテルが14ユーロ、オーストリア産発泡ワインが1本158ユーロ、フランス産シャンパンが1杯30ユーロ、ソーセージ2本が9,5ユーロ、生牡蠣3個18ユーロ、その他の飲み物としてはグラスビール、瓶ビール、ミネラルウォーターが用意されている。